# Кюстерс, Тео
Теодо́р Лора́н Кю́стерс (фр. Theodore Laurent Custers; род. 10 августа 1950, Генк, Лимбург), более известный как Тео Кю́стерс (фр. Theo Custers) — бельгийский футболист, игравший на позиции вратаря. Выступал, в частности, за клубы «Антверпен» и «Эспаньол». Участник чемпионата Европы 1980 года и чемпионата мира 1982 года в составе национальной сборной Бельгии.

## Клубная карьера
В 1971 году Кюстерс дебютировал в профессиональном футболе за команду «Ватерсхей Тор» из родного города Генк, в которой провёл четыре сезона, приняв участие в 103 матчах второго и третьего дивизиона Бельгии.
Своей игрой за эту команду привлек внимание представителей тренерского штаба клуба «Антверпен», к которому присоединился в 1975 году. Сначала Кюстерс был дублёром опытного Жана-Мари Траппенье и лишь с сезона 1977/1978 стал основным вратарём клуба. Всего отыграл за команду из Антверпена пять с половиной сезонов своей игровой карьеры.
В начале 1981 года перешёл в нидерландский «Хелмонд Спорт», а уже летом стал игроком испанского «Эспаньола». 20 сентября 1981 года он дебютировал в Примере в выездном матче против «Эркулеса» (2:0). В сезоне 1981/1982 Кюстерс был основным вратарём барселонского клуба, но в следующем сезоне его вытеснил камерунец Тома Н’Коно.
В результате 1983 года Кюстерс вернулся в Бельгию и стал игроком «Мехелена», где провёл следующие три сезона. В дальнейшем выступал за бельгийский клуб из третьего дивизиона «Борнем», а завершил игровую карьеру в команде четвёртого дивизиона «Фарсьен», за которую выступал до 1990 года. В дальнейшем работал тренером вратарей ряда бельгийских команд, а также сборной Бельгии (2006—2007).

## Карьера в сборной
17 октября 1979 года дебютировал в официальных матчах в составе национальной сборной Бельгии в игре квалификации на Евро-1980 против Португалии (2:0).
Тео на протяжении всего времени в сборной был дублёром Жана-Мари Пфаффа, поэтому на чемпионате Европы 1980 года в Италии, где вместе с командой завоевал «серебро», на поле не выходил, а на чемпионате мира 1982 года в Испании сыграл лишь один матч, во втором групповом этапе с Польшей (0:3) из-за повреждения Пфаффа.
Этот матч стал последним для Тео в составе сборной. В течение карьеры в национальной команде, которая длилась 4 года, провёл в её форме 10 матчей и пропустил 7 голов.

## Достижения
- Вице-чемпион Европы: 1980